# دلال (فیلم ۱۹۹۳)
دلال (به هندی: दलाल) فیلمی هندی محصول سال ۱۹۹۳ و به کارگردانی پارتو گوش است. در این فیلم بازیگرانی همچون میتون چاکرابورتی، عایشا جولکا، راج بابار، تینو آناند، شاکتی کاپور، ریتا بهادری و ساتین کاپو ایفای نقش کرده‌اند.